# Clariant
Clariant è un'azienda chimica svizzera nata nel 1995 per distacco dalla Sandoz. L'azienda si è espansa grazie all'acquisizione delle attività di chimica specializzata della tedesca Hoechst nel 1997 e all'acquisizione della britannica BTP plc nel 2000.

## Attività
L'azienda è un leader mondiale nella fornitura di additivi e coloranti per tessili, pelle, carta, plastica, stampa, petroli e gas, detergenti, attività minerarie, cura personale, metallurgia e biochimica.
L'azienda ha un fatturato di circa 5,5 miliardi di Euro. La sede principale è a Muttenz, nei pressi di Basilea, e l'azienda è presente in tutto il mondo con impianti produttivi, magazzini e uffici commerciali, per un totale di circa 24.000 dipendenti.
Per quanto riguarda il mercato italiano è presente con una sede principale a Palazzolo Milanese, Novara e diversi stabilimenti (i principali sono a Pogliano Milanese, Lomagna, Merate e Porto Torres) e sedi periferiche.

## Ruoli chiave
- Presidente: Jürg Witmer (dal 2008)
- CEO: Hariolf Kottmann (dal 1º ottobre 2008)
- CFO: Patrick Jany (dal 1º gennaio 2006)